# Navicordulia aemulatrix
Navicordulia aemulatrix là loài chuồn chuồn trong họ Synthemistidae. Loài này được Pinto & Lamas mô tả khoa học đầu tiên năm 2010.